# G. I. Joe
G. I. Joe je americký akční sci-fi film na motivy plastových figurek bojovníků od společnosti Hasbro. Série pokračuje filmem G. I. Joe: Odveta.

## Příběh
G. I. Joe je mezinárodní špionážní organizace, která potírá zločin. Jejich bojovníci jsou nejlépe cvičení vojáci planety. K nim se přidává voják Duke, který byl přepaden zabijáky, když přepravoval zbraně vědce McCullena do sídla NATO. Život mu zachránila právě jednotka G. I. Joe. Co začne jako vyšetřování milionového podvodu, skončí děsivě. Společně odhalí tajemnou organizaci Cobra, která hodlá zničit svět použitím nejmodernějších technologií, nebezpečného šílence, který si říká Commander, i to, co bylo dávno promlčeno. Nakonec je unesen prezident.

## Obsazení

### G. I. Joe
- generál Hawk – Dennis Quaid
- Duke – Channing Tatum
- Scarlett – Rachel Nichols
- Snake Eyes – Ray Park
- Ripcord – Marlon Wayans
- Breaker – Saïd Taghmaoui
- Heavy Duty – Adewale Akinnuoye-Agbaje

### Kobra
- Destro – Christopher Eccleston
- Cobra Commander – Joseph Gordon-Levitt
- Zartan – Arnold Vosloo
- Baron de Cobray – Grégory Fitoussi
- Anna de Cobray – Sienna Miller
- Storm Shadow – Byung-hun Lee